# Evenus felix
Evenus felix – gatunek motyla z rodziny modraszkowatych i podrodziny ogończyków. Zamieszkuje krainę neotropikalną.

## Taksonomia
Gatunek ten po raz pierwszy opisany został w 2014 roku przez Andrew F.E. Neilda i Zsolta Bálinta. Jako miejsce typowe autorzy wskazali Baños w Ekwadorze. Gatunek ten zajmuje w obrębie rodzaju Evenus pozycję siostrzaną względem Evenus coronata i wcześniej nie był od niego odróżniany. Epitet gatunkowy nadano na cześć Felixa Appelbe w podziękowaniu za wsparcie prac nad serią książek poświęconych motylom dziennym Wenezueli.

## Morfologia
Motyl ten osiąga od 26 do 32 mm długości przedniego skrzydła w przypadku samca i od 24 do 28 mm w przypadku samicy. Wierzch skrzydeł jest głównie metalicznie błękitny, miejscami z odcieniem zielonkawym. Skrzydła u samca mają wąskie, a u samicy szerokie obrzeżenie czarnej barwy. U samicy wierzch tylnego skrzydła ma ponadto bardzo duże ciemnoczerwone plamy w części przyogonowej, słabo rozdzielone bardzo wąskim, czarnym paskiem. Spód skrzydeł jest głównie metalicznie zielony. Na spodzie skrzydła przedniego występuje poprzeczna, czarna przepaska, węższa niż u E. coronata i o regularnej szerokości. Na spodzie skrzydła tylnego poprzeczna czarna linia załamuje się w części tylnej ku nasadzie skrzydła i na tym odcinku jest zdublowana przez czarną linię biegnącą bardziej z tyłu. Bezpośrednio za poprzeczną linią czarną leżą dwie przepaski zaśrodkowe, bliższa czerwona do fioletowej i dalsza czerwono lub fioletowo-biała; przepaski te są węższe niż u E. coronata i pozostawiają zielone pole dystalne szerszym. Na spodzie skrzydła przedniego samca występuje najbardziej charakterystyczna cecha gatunkowa − dwa cienkie i długie, kremowoszare paski androkoniów położone w przyśrodkowej części skrzydła, po obu stronach żyłki kubitalnej, nasadowo od początku drugiej jej gałęzi (Cu2).

## Biologia i ekologia
Owad ten preferuje rzędne od 1100 do nieco ponad 2000 m n.p.m., ale spotkać go można na wysokości od 600 do 3250 m n.p.m. Najchętniej zasiedla górskie i podgórskie lasy mgliste, zwłaszcza pierwotne, ale bywa także spotykany w suchszych, wyżej położonych, wiecznie zielonych lasach równikowych, a nawet w siedliskach zaburzonych ludzką działalnością.
Samice chętnie latają i na krótko przysiadają na liściach. Odżywiają się nektarem roślin z plemienia Eupatorieae, najczęściej z rodzaju sadziec. Samce spotyka się znacznie rzadziej. Bytują na wierzchołkach zalesionych wzgórz i grani, wybierając miejsca nasłonecznione jak przerwy w drzewostanie, pobrzeża leśnych duktów i potoków. Odbywają krótkie, kilkuminutowe loty przy słonecznej pogodzie, zwykle na wysokości od 6 do 12 metrów nad poziomem gruntu, rzadziej niżej. Nie obserwowano nigdy ich żerowania na nektarze.
Rośliną żywicielską gąsienic jest Pouteria lucuma. Jaja składane są na pąkach liściowych, młodych liściach i pod kwiatami. Maskująco ubarwione gąsienice żerują całą dobę, głównie na młodych liściach, w przypadku liści starszych wyjadając epidermę od spodu. Rozwój gąsienicy trwa około miesiąca. Przypominające ptasie odchody poczwarki znajdowane są w ściółce pod rośliną żywicielską. W stadium poczwarki owad ten spędza zwykle 5 do 6 miesięcy.

## Rozprzestrzenienie
Gatunek neotropikalny. W Wenezueli zamieszkuje pasma Cordillera de la Costa, wschodnią część Cordillera de Mérida oraz Sierra de El Tamá. W Kolumbii znany jest z gór Sierra Nevada de Santa Marta, Kordyliery Wschodniej i Kordyliery Środkowej, ale przypuszczalnie zasiedla też Kordylierę Zachodnią. W Ekwadorze rozmieszczony jest wzdłuż wschodnich stoków Andów. Dalej na południe występuje w północnej i środkowej części Peru, docierając do regionu Junín.